# Zarrentin am Schaalsee
Zarrentin am Schaalsee è una città del Meclemburgo-Pomerania Anteriore, in Germania.
Appartiene al circondario (Kreis) di Ludwigslust-Parchim (targa LWL) ed è parte della comunità amministrativa (Amt) di Zarrentin.

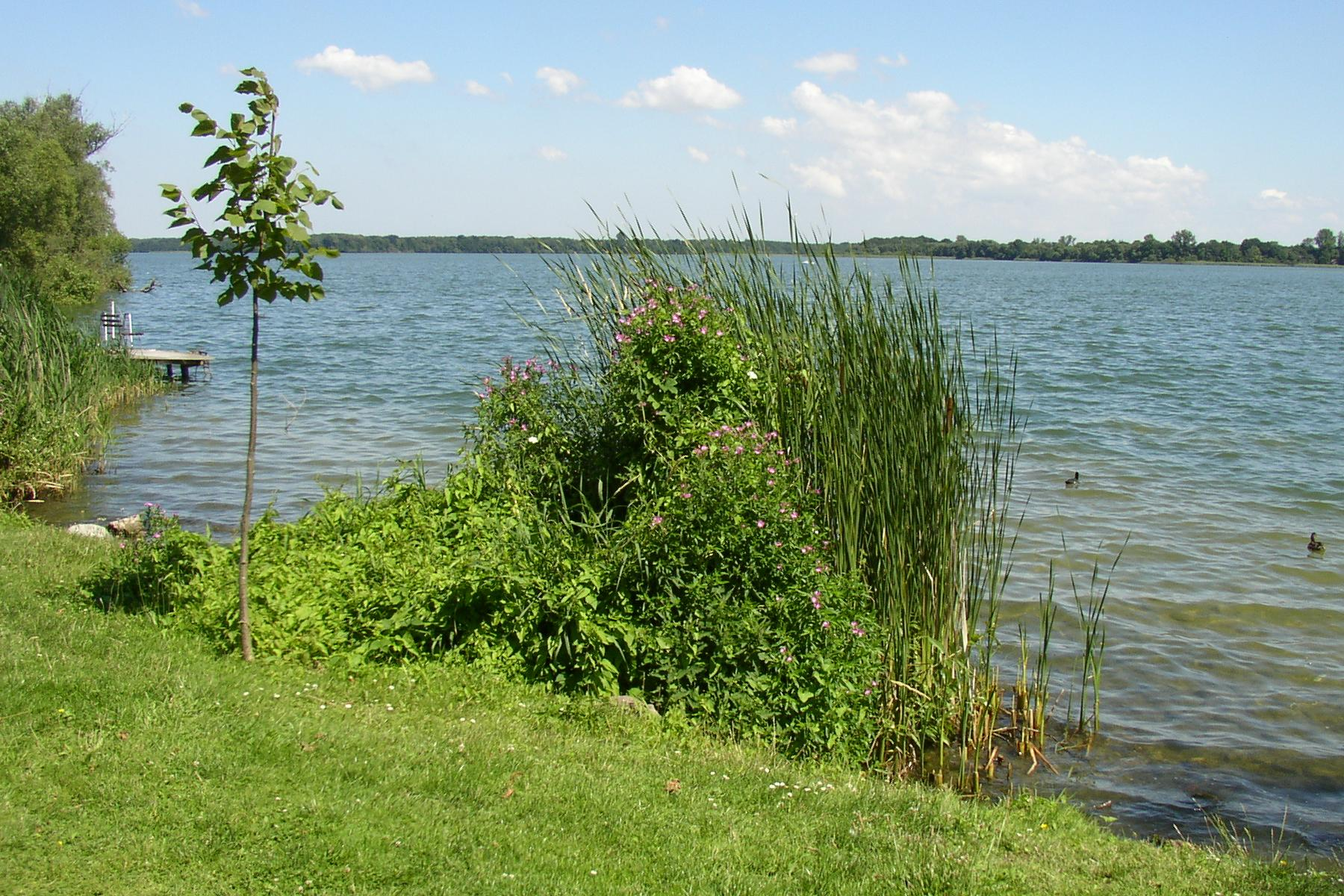
Schaalsee

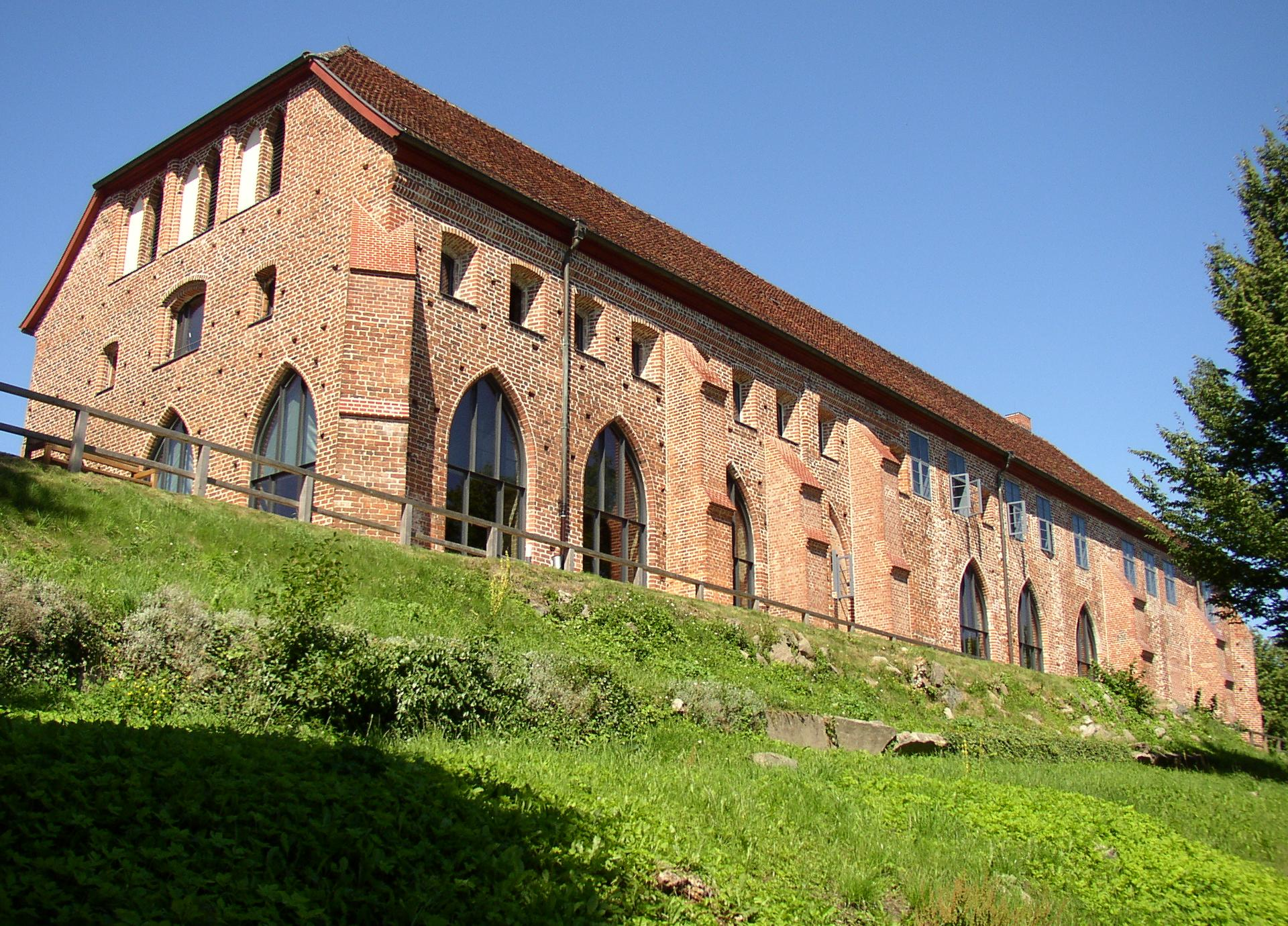
Edificio del convento

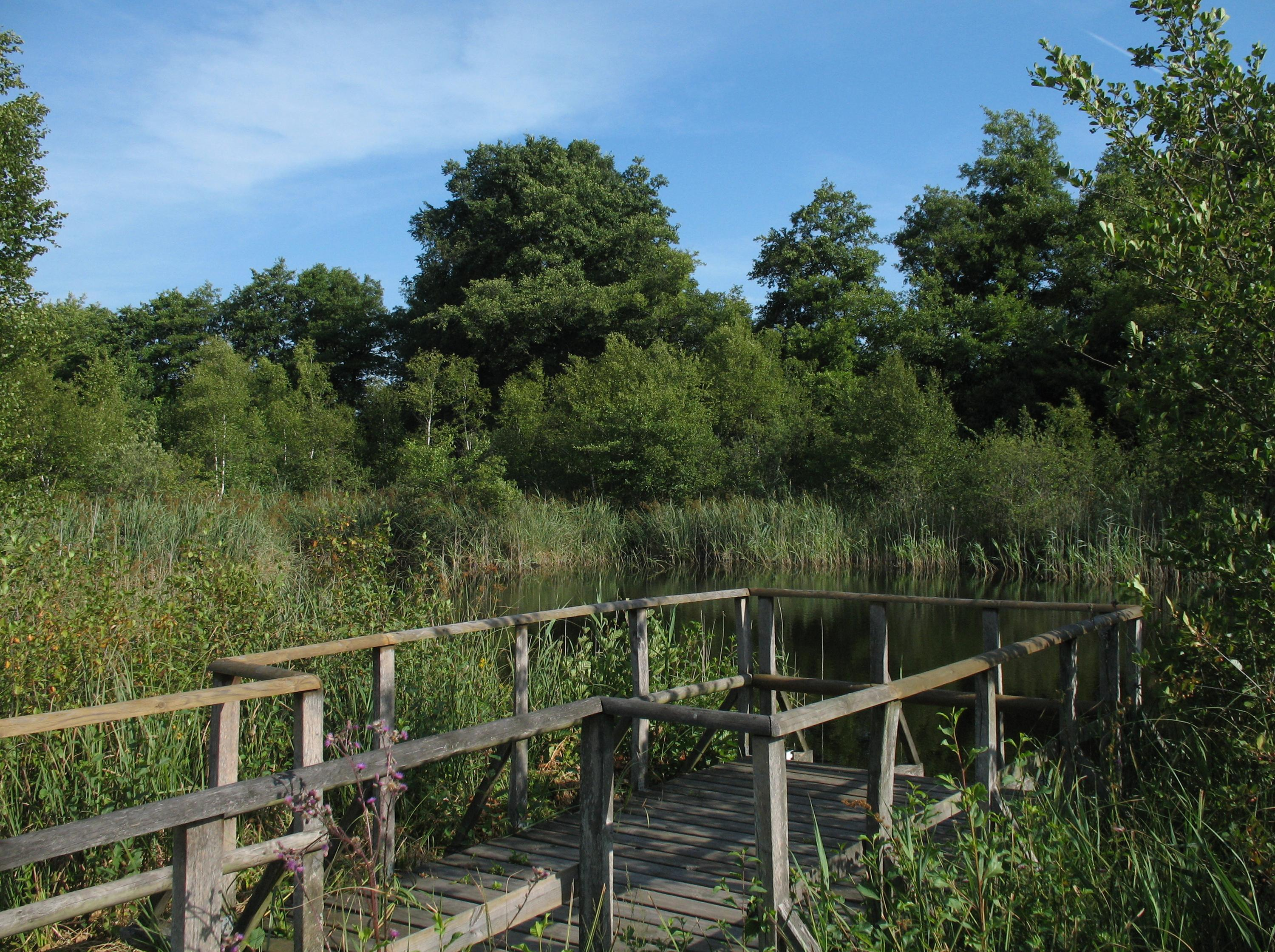